# Всесоюзный туристский маршрут № 30
Всесою́зный тури́стский маршру́т № 30 («Че́рез го́ры к мо́рю») — советский туристский маршрут по северо-западному Кавказу.
Один из самых старых, массовых и популярных в Советском Союзе туристских маршрутов.

## История
В 1930 году появился первый туристический маршрут, который стартовал в Майкопе и заканчивался в Сочи. Этот маршрут, называемый «По Кавказскому Заповеднику», включал такие точки, как станция Хаджох — п. Гузерипль — хребет Пастбище Абаго — пер. «Аспидный» — лагерь «Уруштейн» — пер. «Псеашхо» — Красная Поляна — Сочи. Он был включен в основные туристические маршруты СССР под номером № 35.
В 1931 году был разработан маршрут № 30, но не был запущен в эксплуатацию. Только в 1950 году Кавказский заповедник отказался от маршрута № 35 и заменил его маршрутом № 30, который получил новое название «По Западному Кавказу».
В 1950 году по маршруту № 30 прошли 30 групп туристов, общим числом 977 человек, что было значительно больше, чем в предыдущем году. Маршрут № 30 был короче предыдущих маршрутов через Кавказский заповедник и не требовал особой физической подготовки. В 1950 году были построены каменные домики на приютах «Блокгаузный», «Армянский» и «Фишт», заменяя ранее использовавшиеся палатки. В 1955 году туристы стали завершать поход в поселке Аше, где была построена турбаза «Молодость».
В середине 1970-х годов началось массовое развитие туризма в СССР, и ежедневно около 80 новых туристов посещали маршрут № 30, приезжая со всех уголков страны.
С 1990 года туристическая отрасль в регионе стала падать из-за экономического кризиса в стране. Плановый туризм перестал развиваться, что привело к ухудшению материальной базы и заброшенности туристских приютов и троп. В 1995 году все туристские базы и приюты были приватизированы.
После распада СССР маршрут № 30 на долгое время был забыт. И только в начале 2000-х годов началось возрождение этого популярного туристического направления.

## Описание
Туристский маршрут, продолжительностью 3-5 дней. Начало движения — от КПП Гузерипль в Адыгее, окончание — в Дагомысе. По мере продвижения по маршруту сменяются несколько климатических зон, осуществляется подъём к леднику горы Фишт и заканчивается поход выходом к Чёрному морю.
Существует вариант самодеятельного путешествия, в котором пешеходная часть проходится за два дня с ночёвкой на приюте «Фишт». Маршрут проходит по территории Кавказского заповедника и за каждый день пребывания на нём взимается плата.

### Трагедия
В 1975 году с 10 по 12 сентября при прохождении маршрута в плановой группе № 93 погиб 21 человек, о чём позже написали в трёх популярных советских газетах. Эта трагедия стала случаем самой массовой гибели за всю историю советского туризма.

## Участки маршрута
1. Гузерипль — контрольно-пропускной пункт (КПП) Кавказского заповедника
2. КПП Кавказского заповедника — приют «Фишт»
3. Приют «Фишт» — перевал Белореченский
4. Перевал Белореченский — приют «Бабук-Аул»
5. Приют «Бабук-аул» — поселок Солохаул

## Достопримечательности
- Каменномостский
- Хаджохская теснина
- Плато Лагонаки

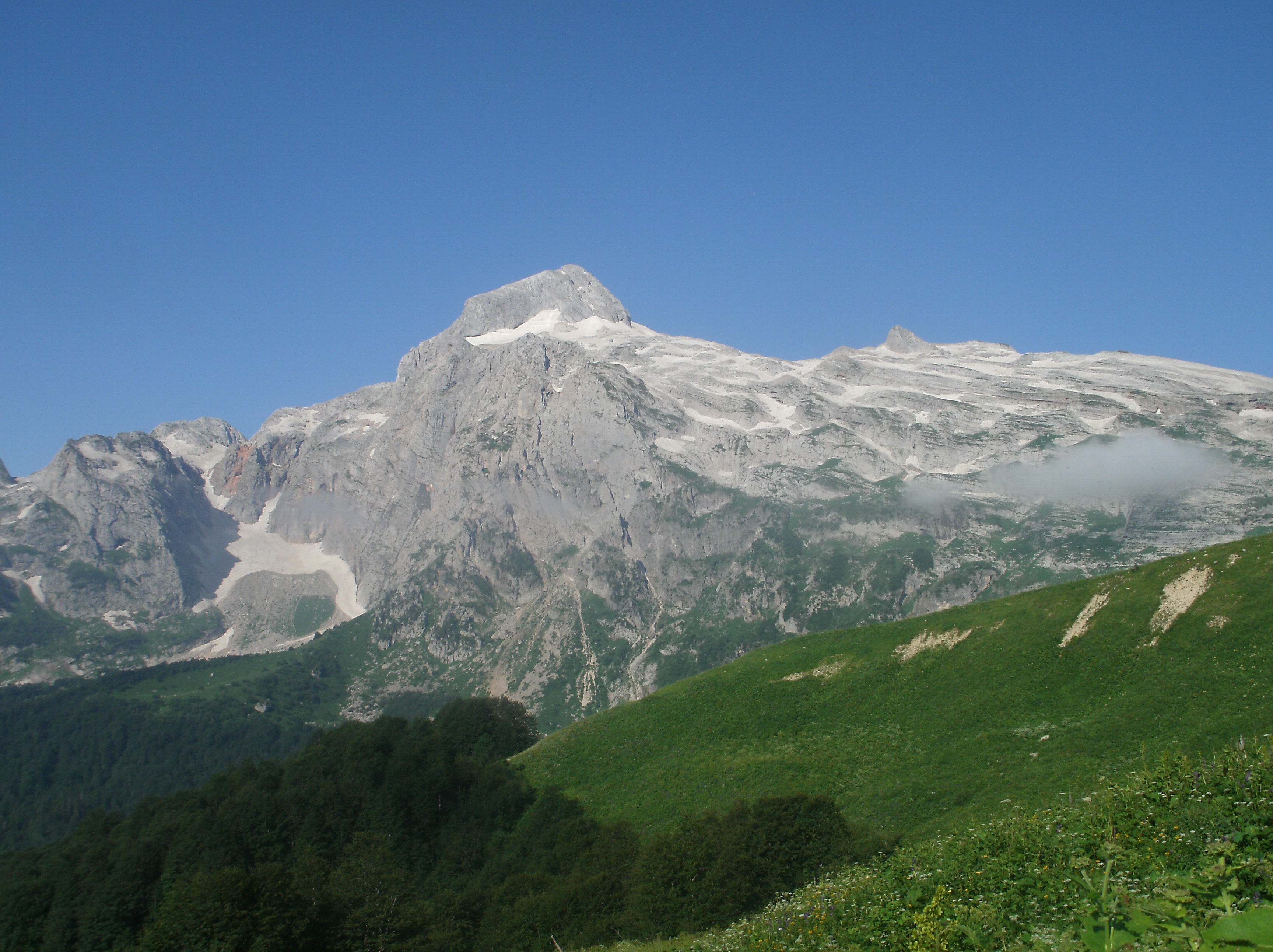
Гора Фишт
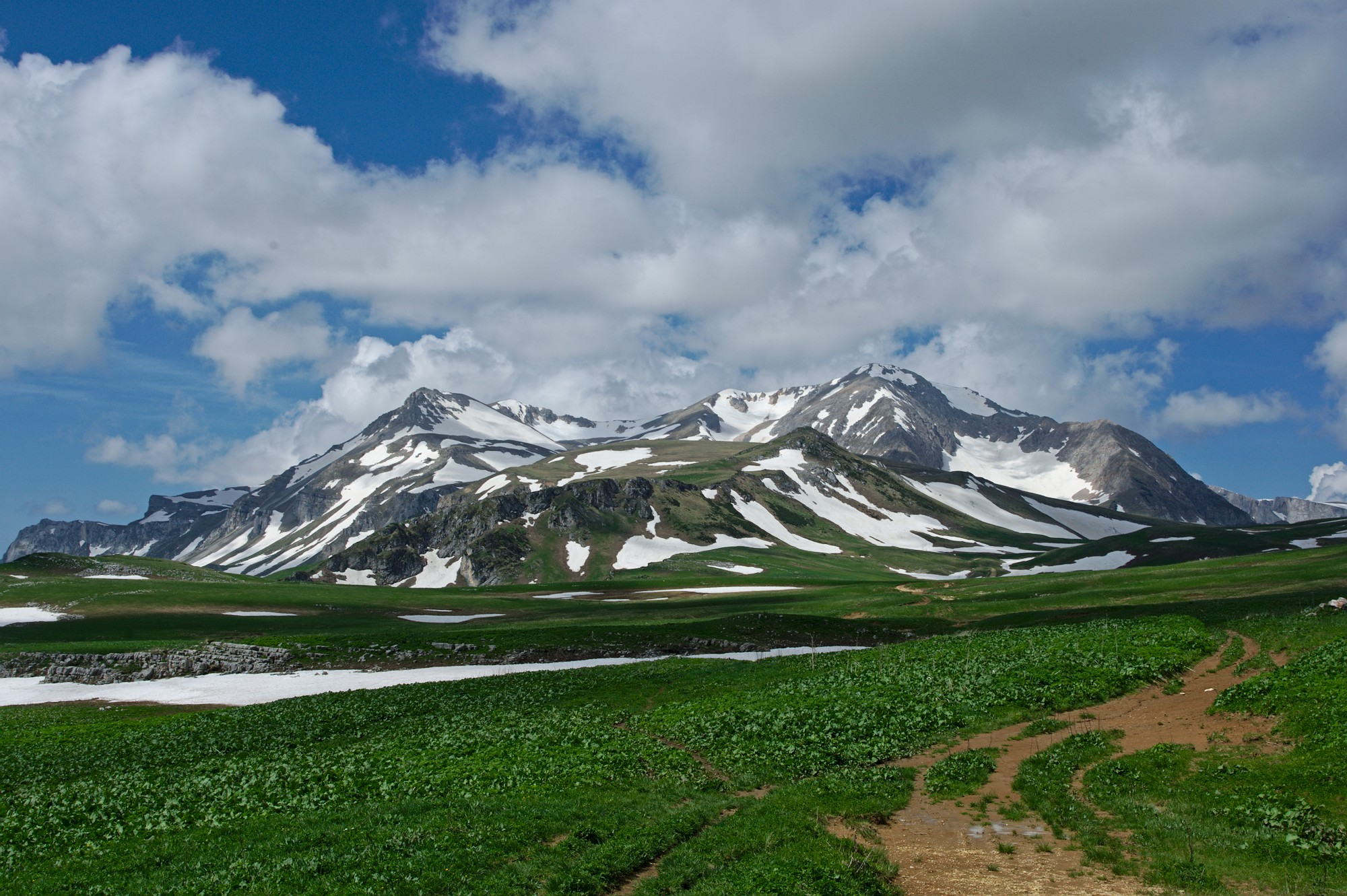
Гора Оштен
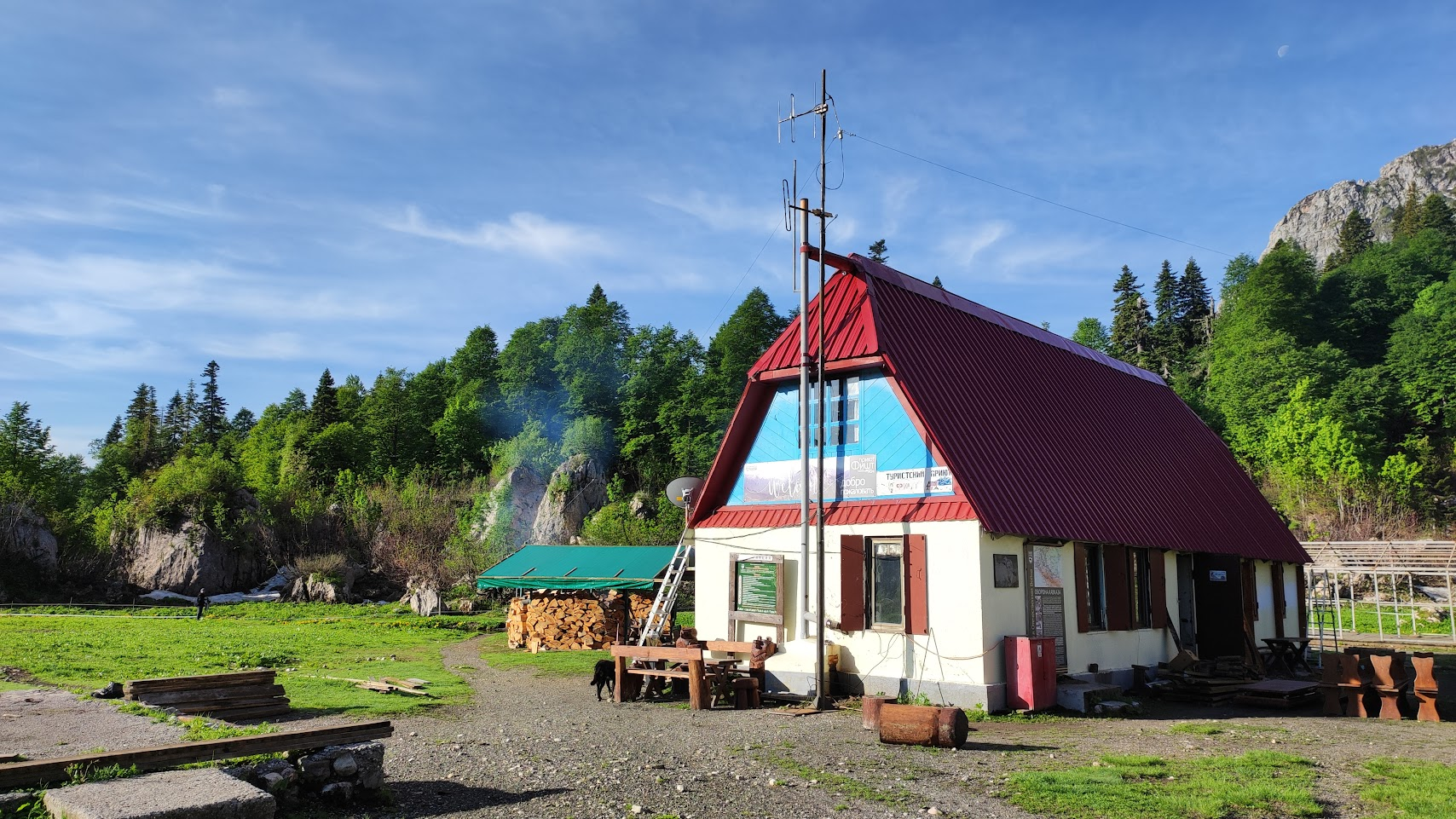
Приют Фишт

- Озеро Псенодах
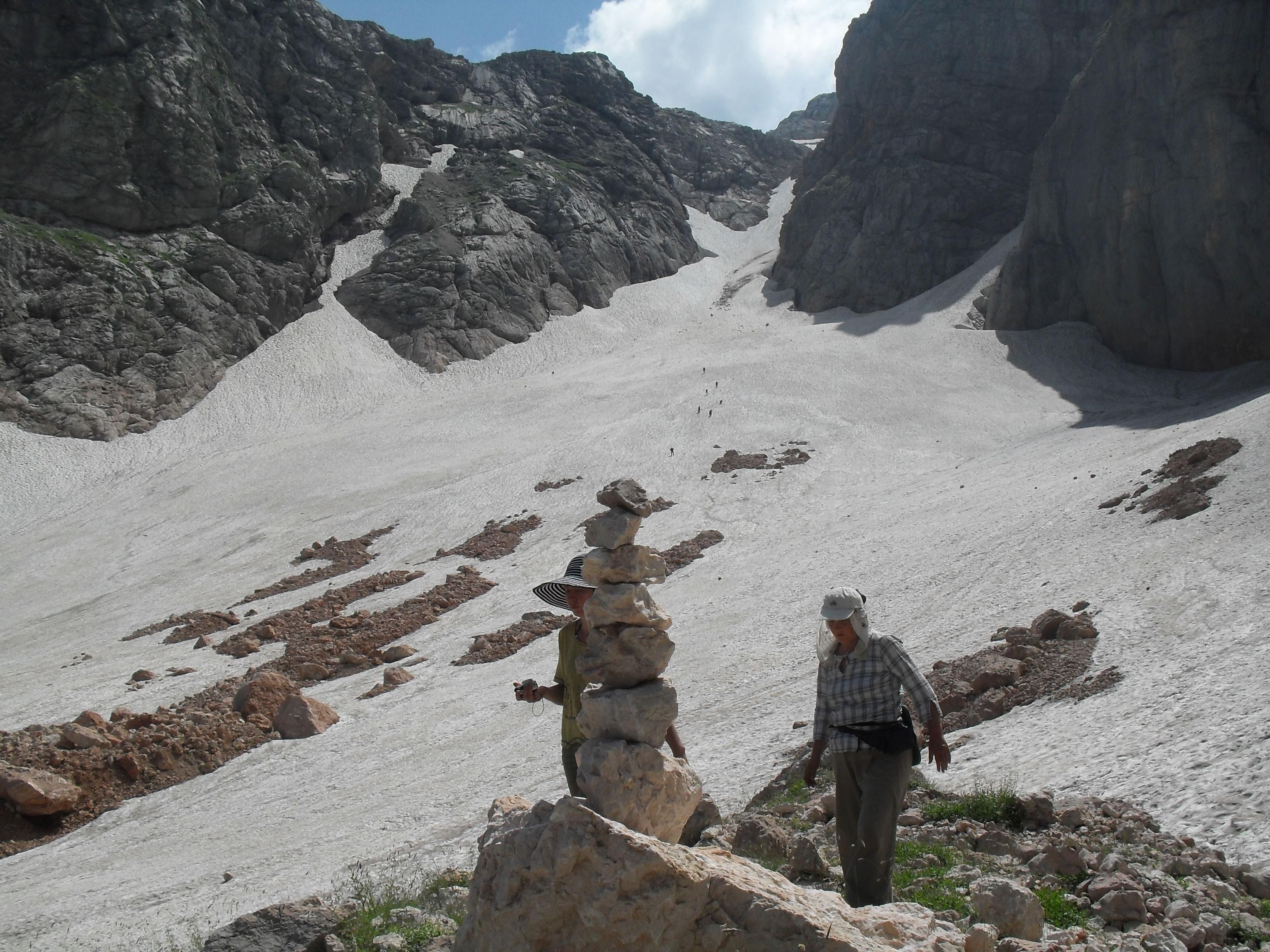
Малый Фиштенский ледник
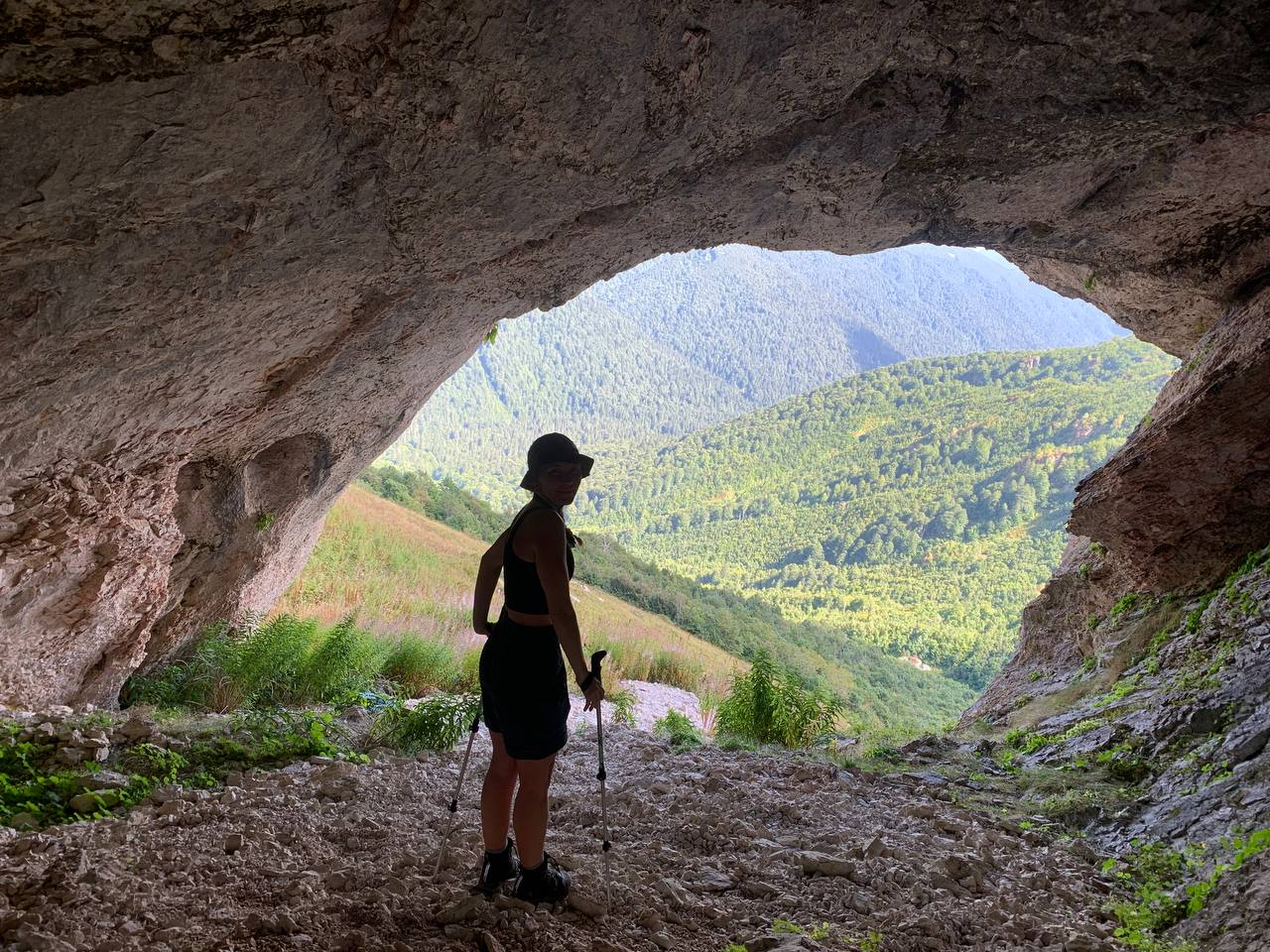
Пещера Асланбека
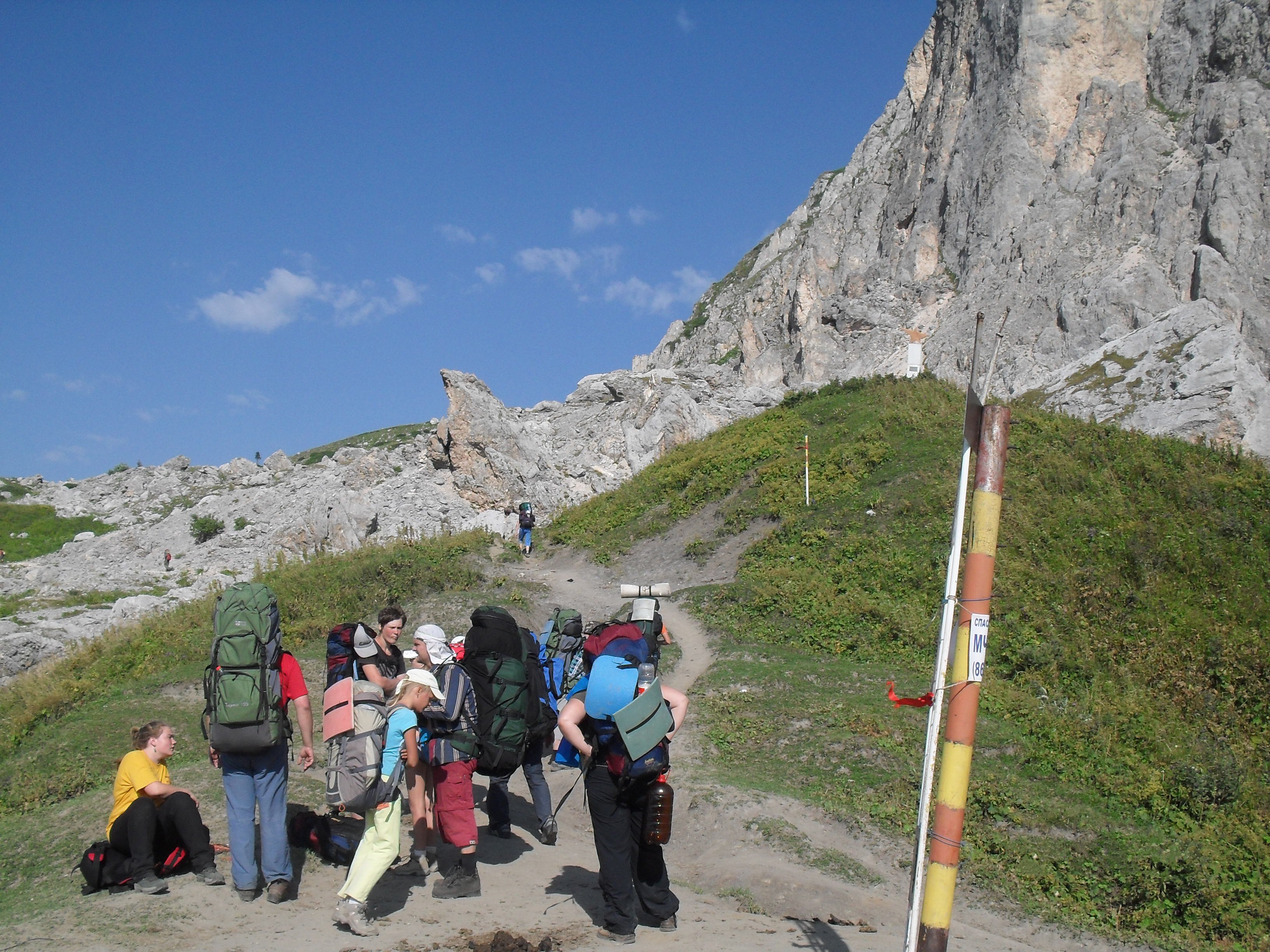
На перевале Белореченском
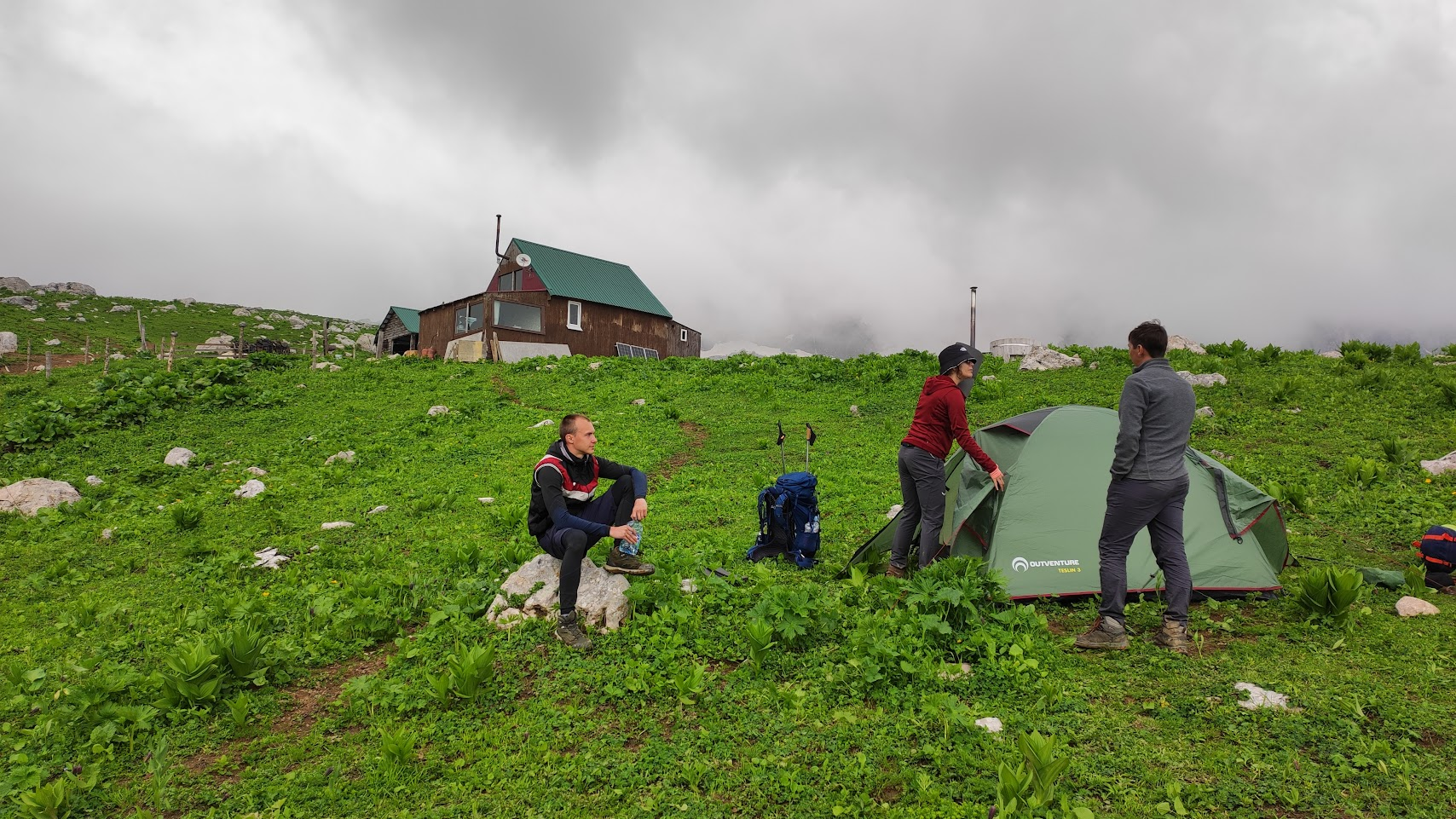
Домик пастухов на Черкеском перевале
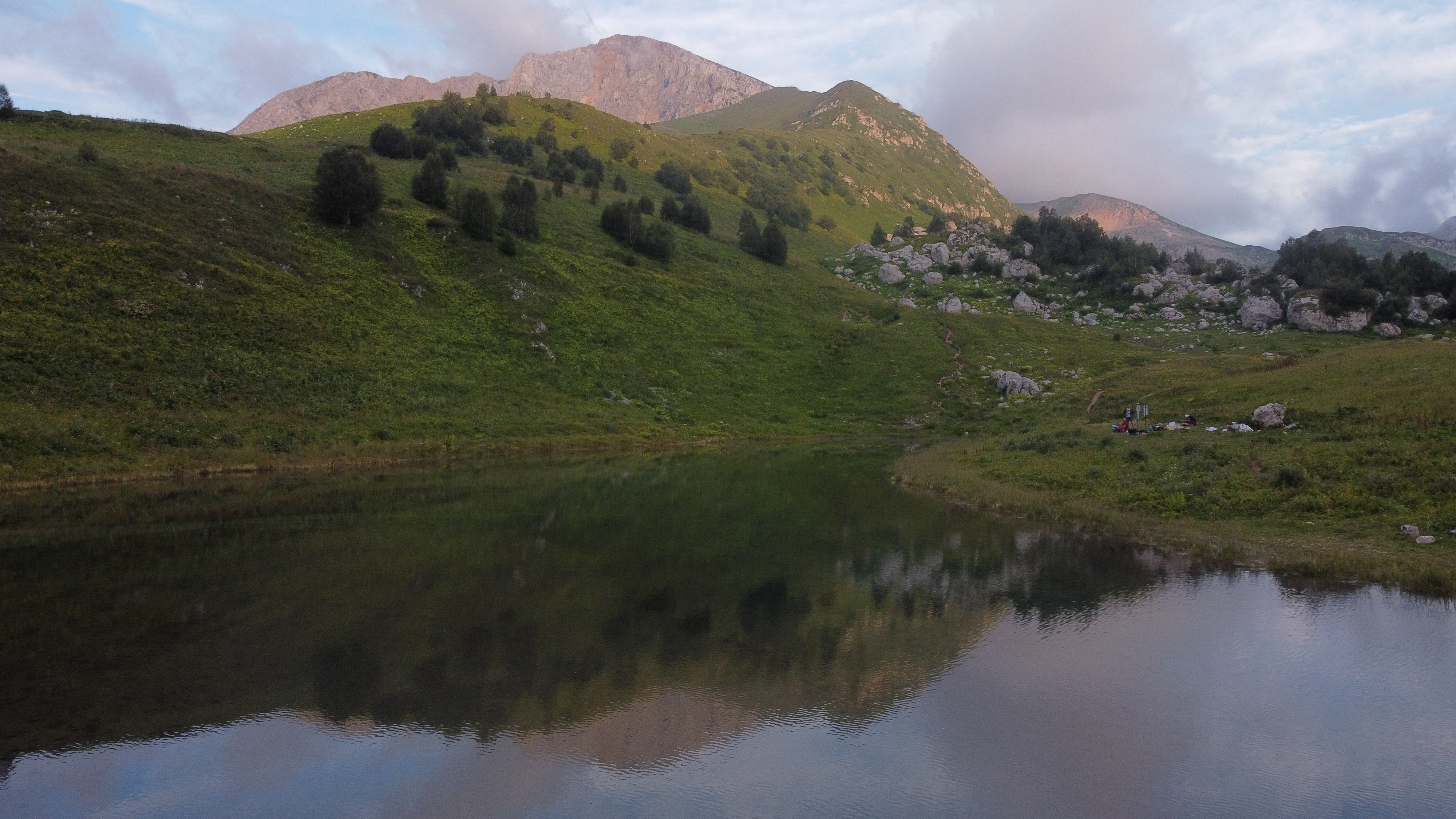
Озеро Псенодах
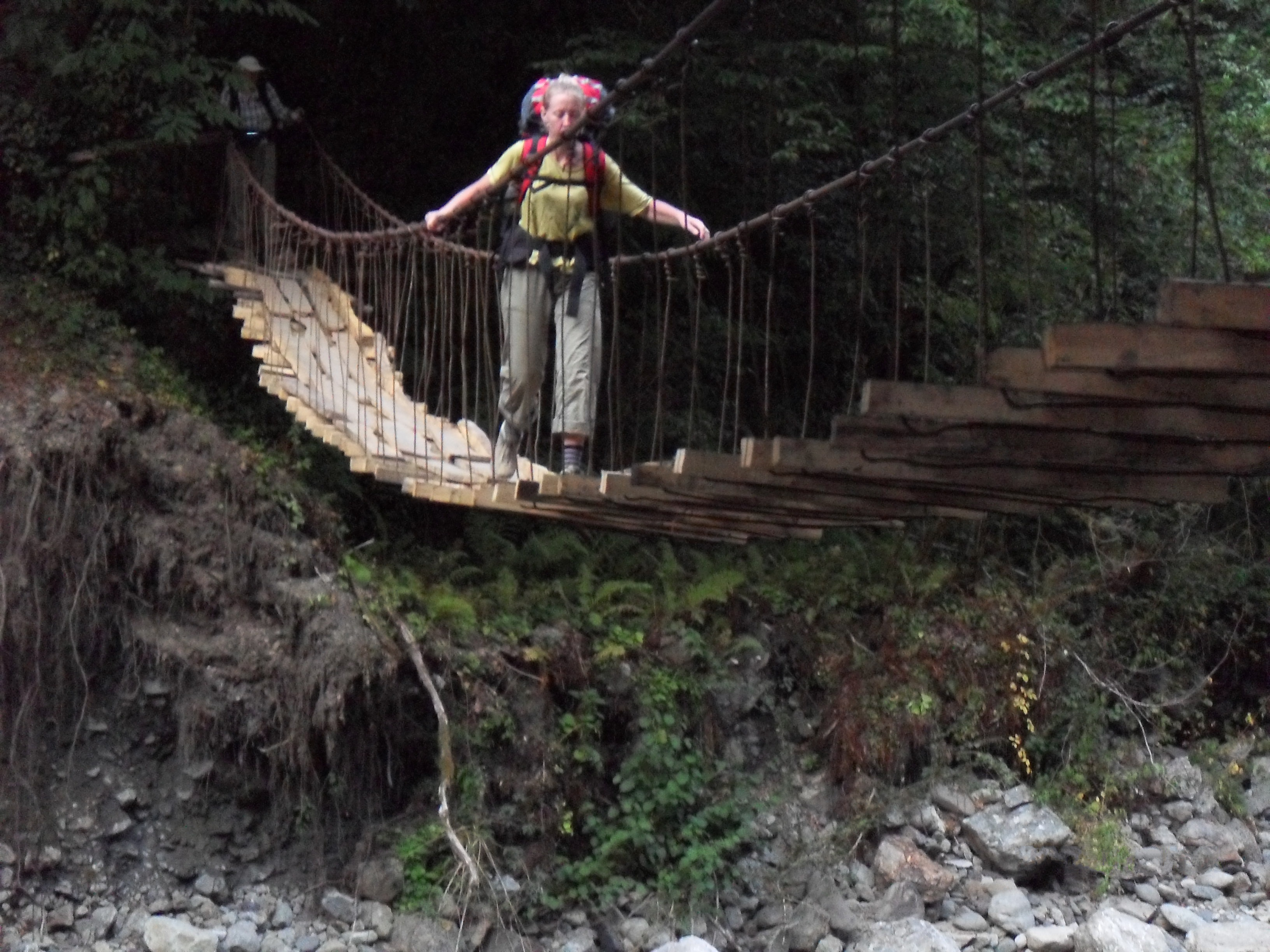
Мост через реку Шахе
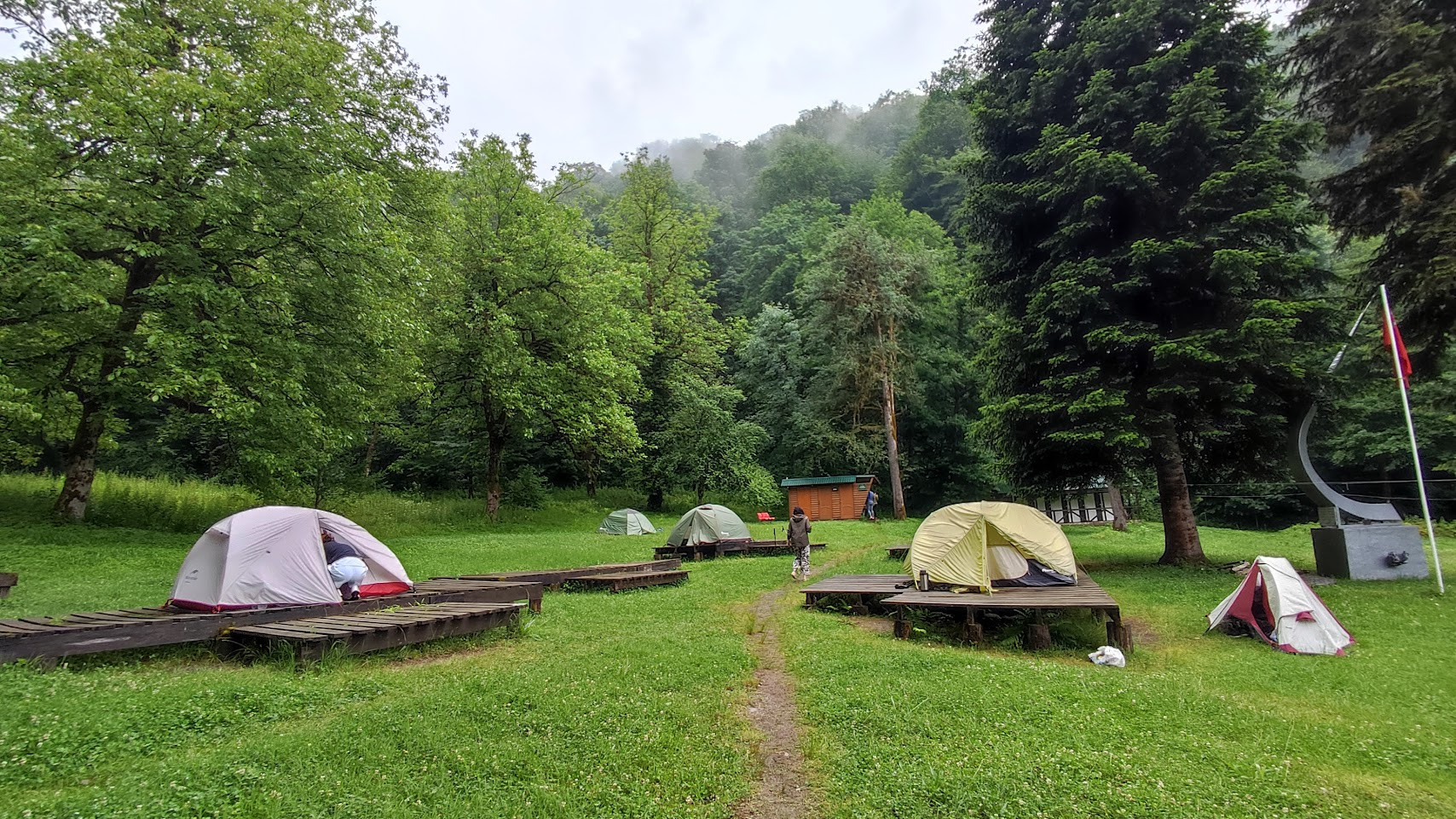
Приют Бабук-Аул

- Гора Фишт
- Гора Оштен
- Приют Фишт
- Малый ледник горы Фишт
- Пещера Асланбека
- На перевале Белореченском
- Домик пастухов на Черкеском перевале
- Озеро Псенодах
- мост через реку Шахе
- Приют Бабук-Аул

## Современное состояние
В составе Кавказского заповедника действуют три варианта маршрута: № 30 А «Через горы к Чёрному морю, через приют Фишт», № 30 Б «К морю, через приют Фишт», № 30 Г "КПП «Узуруб» — приют Фишт — КПП «ручей Белый».
По маршруту проходит около 10 000 туристов в год.

## Упоминания в художественных произведениях
- Действие российского телевизионного сериала «Маршрут» разворачивается в местах, где проходил туристский маршрут № 30.
- Штормовое предупреждение (фильм, 1981)